# بتیسکف تریسته
بتیسکف تریسته (به انگلیسی: Bathyscaphe Trieste) یک زیردریاپیما از نوع بثی‌سکف بود که طول آن ۵۹ فوت ۶ اینچ (۱۸٫۱۴ متر) بود. این کشتی در سال ۱۹۵۳ ساخته شد. طراحی تریسته سویسی و ساخت آن در ایتالیا انجام شد و دو خدمه آن توانستند عمیقترین عمق غواصی شده ۱۰۹۱۱ متر را در عمیق‌ترین نقطه آقیانوس‌های زمین در گودال چلنجر در درازگودال ماریانا در نزدیکی گوآم را به انجام برسانند. در ۲۳ ژانویه ۱۹۶۰، ژاک پیکار (پسر اگوست پیکار) و ستوان نیروی دریایی ایالات متحده دان والش به اهداف پروژه نکتون دست یافتند.
تریسته اولین وسیله دارای خدمه بود که به عمق گودال چلنجر رسید.
در ۲۳ ژانویه ۱۹۶۰ دان و ژاک پیکارد، اقیانوس‌شناس سوئیسی که زیردریایی تریسته را به کمک پدرش اوت پیکارد طراحی کرده بود، عملیات خود را آغاز کردند. این دو کاوشگر به آهستگی به عمق تاریکی فرورفتند. شناور تریسته طوری طراحی شده بود که بتواند فشار فوق‌العاده زیاد آب در عمق زیاد را دوام بیاورد. این شناور طوری ساخته‌شده بود که بتواند فشاری ۱۰۰۰ برابر بیشتر از فشار در سطح آب را تحمل کند اما هیچ‌وقت اثبات حداکثر توان تاب آوردنش در چنین عمقی، تست نشده بود. در نهایت دان و ژاک موفق شدند در حدود عمق ۱۱ کیلومتری، به کف خندق ماریانا برسند.